# Tadeusz Soplica
Tadeusz Soplica (pan Tadeusz) – postać literacka, tytułowy bohater poematu epickiego Pan Tadeusz (1834) Adama Mickiewicza; syn Jacka Soplicy, bratanek Sędziego, daleki krewny Wojskiego, dziedzic Soplicowa. Młody, przystojny, zakochany w Zosi, wplątuje się w perypetie miłosne z jej opiekunką Telimeną. Ostatecznie zaręcza się z Zosią.

## Dzieciństwo
Syn Jacka Soplicy (który wzgardzony przez Stolnika Horeszkę ożenił się z pierwszą napotkaną „dziewczyną ubogą”). Urodził się zapewne w 1791 roku. Nazwano go Tadeuszem na cześć Tadeusza Kościuszki, bohatera wojny 1792 roku (to jeden z licznych w poemacie anachronizmów, syn Jacka urodził się rok wcześniej, kiedy sława Kościuszki nie mogła jeszcze dotrzeć na Litwę). Osierocony wcześnie przez matkę. Uciekający za granicę ojciec powierza jego wychowanie młodszemu bratu.
Tadeusz, przekonany o śmierci ojca, dorasta otoczony troską wszystkich mieszkańców Soplicowa. Małego Soplicę darzy sympatią nawet Gerwazy, bo sam po latach będzie wspominał:

…czy wydrzeć gołębie

Na wieży, czy jemiołę oberwać na dębie,

Czyli z najwyższej sosny złupić wronie gniazdo,

Wszystko umiał;

## Młodość
Od dzieciństwa mieszkał i kształcił się w Wilnie. W chwili zawiązania akcji poematu Tadeusz, już dwudziestoletni, wraca ze szkół wezwany nagle przez stryja, Sędziego. Jest młodzieńcem przystojnym i gdy widzi Zosię po raz pierwszy, od razu się w niej zakochuje.
„...w spadku po rodzicach wziął czerstwość i zdrowie.
Nazywał się Soplica; wszyscy Soplicowie
Są, jak wiadomo, krzepcy, otyli i silni,
Do żołnierki jedyni, w naukach mniej pilni.
Tadeusz się od przodków swoich nie odrodził:
Dobrze na koniu jeździł, pieszo dzielnie chodził,
Tępy nie był, lecz mało w naukach postąpił,
Choć stryj na wychowanie niczego nie skąpił.
On wolał z flinty strzelać albo szablą robić;
Wiedział, że go myślano do wojska sposobić,
Że ojciec w testamencie wyrzekł taką wolę...”
(I, 628 – 638)
Wszelako Tadeusz, po latach szkolnej dyscypliny, rwie się przede wszystkim do „swywoli” i swobody, co prawie od progu wpędza go w groteskowe qui pro quo z ciocią w roli głównej. Tajne kluczyki, nazbyt wczesne zobowiązania i zaraz potem, jak grom z jasnego nieba, Zosia w całym swym bezwiednym powabie, rywalizacja z Hrabią, współzawodnictwo myśliwskie – w całym tym zamęcie Tadeusz do końca pozostaje nieświadomy tego, że znalazł się pod jednym dachem z Jackiem, swoim rzekomo nieżyjącym ojcem. Nawet kiedy po bitwie z jegrami musi uchodzić za Niemen, jego ojciec świadomym, ostatnim aktem pokuty nie pozwala wyznać synowi prawdy. Co więcej, kiedy w finale dokonuje się pośmiertna rehabilitacja Jacka Soplicy, nie pada ani słowo na temat reakcji jedynego syna zmarłego (zapewne zmąciłaby radość finału).
Młody patriota, szanujący obyczaj i tradycję, niesie także nowe wartości – podczas uroczystości zaręczyn uwłaszcza chłopów:
„Sami wolni, uczyńmy i włościan wolnemi,
Oddajmy im w dziedzictwo posiadanie ziemi,
Na której się zrodzili, którą krwawą pracą
Zdobyli, z której wszystkich żywią i bogacą.”

## Dalsze losy
Tadeusz powraca do Soplicowa jako oficer (z ręką na temblaku), rychło odkomenderowany do formującego się w Nowogródku 19. Pułku Ułanów. O tym pułku wiemy, niestety, że wziął udział w wyprawie moskiewskiej i został rozbity pod Sierakowem. W chwili rozwiązania w 1814 roku pozostało z niego tylko 5 oficerów i 22 podoficerów i żołnierzy. Z tego i z wcześniejszej wzmianki o stołach Sędziego w Soplicowie dwadzieścia lat później badacze wnoszą, że Tadeusz nie osiadł na ojcowiźnie. Nie wiadomo, czy zginął, czy wyemigrował, czy, jak tylu innych, zszedł z oczu władzom i ukrył się gdzieś u dalszej rodziny.

## Pierwowzór postaci
Trudno mówić o pierwowzorze Tadeusza, w zamyśle poety miał on stanowić „typ” reprezentatywny swojego pokolenia. W pewnym stopniu przypomina młodego Adama, który też uczył się w Wilnie i miał „dozorcę księdza” (wuja i opiekuna, ks. prof. Józefa Mickiewicza). Wspólnym rysem są jasne oczy i ciemne włosy, a także gwałtowność charakteru, widoczna w scenie kłótni z Telimeną. Wystarczy wspomnieć szambelana Nartowskiego wyrżniętego świecznikiem przez młodego romantyka w Kownie, by zobaczyć, że był człowiekiem o równie wyrazistych reakcjach.
Tadeusz, stający w obronie piękna przyrody litewskiej w rozmowie z Telimeną i Hrabią, wydaje się wręcz porte-parole poety. Nie zgadza się tylko ów brak postępów w nauce, gdyż Mickiewicz od powicia był ku temu przeznaczony. Podobno zaraz po urodzeniu, akuszerka, „chcąc Adama przeznaczyć na rozumnego, użyła książki, na której ucięła nożykiem pępek dziecku.”

## Tadeusz Soplica w filmie
W filmie w reżyserii Andrzeja Wajdy z 1999 w roli Tadeusza Soplicy wystąpił Michał Żebrowski.